# 铁电场效应晶体管
铁电场效应晶体管（Fe FET）是一种场效应晶体管，其栅极电极与源漏导电区（沟道）之间夹有铁电材料。铁电材料中的永久电场极化使此类器件在无任何电偏压的情况下仍能保持晶体管的工作状态（导通或关断）。
Fe FET器件常用于Fe FET 存储器——一种单晶体管非揮發性記憶體。

## 描述
在1955年，伊恩·蒙罗·罗斯为一种铁电场效应晶体管（FeFET）或金属–铁电–半导体场效应晶体管（MFSFET）申请了专利。其结构与现代的反型通道MOSFET相似，只是用铁电材料替代了氧化物作为介电/绝缘层。1963年，莫尔（Moll）和塔鲁伊（Tarui）提出在固态存储器中使用一种铁电材料（三甘氨酸硫酸盐）及薄膜電晶體。 1960年代进行了更多研究，但基于薄膜的器件的保持特性不尽如人意。早期的场效应晶体管器件使用钛酸铋（Bi4Ti3O12）、Pb1−xLnxTiO3（PLT）及相关的锆钛酸盐（PLZT）。1980年代末，开发出了使用铁电薄膜作为电容并与寻址FET连接的鐵電隨機存取記憶體。
Fe FET基于的存储器器件在读取时所施加的电压低于铁电材料的矫顽电压。
截至2006年，实现实用Fe FET存储器器件面临的挑战包括：选择介电常数高且绝缘性强的层以置于铁电层与栅极之间；铁电材料的高剩余极化带来的问题；有限的保持时间（约几天，而要求10年）。
只要铁电层能相应地进行尺寸缩放，基于Fe FET的存储器器件预期能够像MOSFET一样缩小；但横向尺寸约20 nm左右可能会出现极限（即超顺电极限，亦称“铁电极限”）。其他限制器件微缩的因素还包括：铁电薄膜厚度减小时产生的附加（不希望出现的）极化效应；电荷注入；以及漏电流问题。

### 研究与开发

1晶体管铁电RAM存储单元结构图

2017年，有报道指出已在22纳米工艺节点上，采用全耗尽绝缘体上硅CMOS并使用二氧化铪作为铁电层构建了Fe FET基非揮發性記憶體，其最小器件单元面积为0.025 μm2，以32 Mbit阵列方式制备，采用约10 ns、4.2 V的置位/复位脉冲；器件耐久性达105次写循环，数据保持能力可耐受300 °C。
截至2017年，创业公司Ferroelectric Memory Company正在尝试将Fe FET存储器商业化，其技术基于二氧化铪，声称可缩放至现代制程节点，且可与当代工艺（如HKMG）集成，仅需增加两道掩膜即可纳入传统CMOS流程。

## 相关
- 鐵電隨機存取記憶體